# Neisseriales
Neisseriales – rząd Gram-ujemnych betaproteobakterii, w którego skład wchodzą dwie rodziny: Neisseriaceae oraz Chromobacteriaceae. Przedstawiciele Neisseriales mają zazwyczaj kształt ziarniaka lub pałeczki oraz nie wytwarzają przetrwalników. Niektóre gatunki posiadają wici oraz pili. Większość gatunków rośnie w temperaturze 32–36 °C. Niektóre gatunki posiadają również otoczki bakteryjne. Przedstawiciele rzędu Neisseriales różnią się od innych betaproteobakterii insercjami oraz delecjami w 10 genach kodujących białka takie jak deaminaza guaninowa (GuaD).